# التفاوت الجندري في كوريا الجنوبية
يشير التفاوت الجندري في كوريا الجنوبية إلى عدم تكافؤ الفرص والمعاملة التي يواجهها الرجال والنساء في كوريا الجنوبية. ولكونه مستمدًا من أيديولوجيات وممارسات أبوية عميقة الجذور، يُصنف التفاوت الجندري في كوريا الجنوبية باستمرار على أنه من أعلى المعدلات في العالم. في حين أن التفاوت الجندري لا يزال سائدًا بشكل خاص في الاقتصاد والسياسة في كوريا الجنوبية، فقد تحسن المستوى في الرعاية الصحية والتعليم.

## الإحصاءات الجندرية
بسبب الأساليب المختلفة لحساب وقياس التفاوت الجندري، تختلف تصنيفات عدم المساواة بين الجنسين في كوريا الجنوبية عبر التقارير المختلفة. في حين أن مؤشر التفاوت الجندري لعام 2017 لبرنامج الأمم المتحدة الإنمائي يصنف كوريا الجنوبية في المرتبة العاشرة من بين 160 دولة، فإن المنتدى الاقتصادي العالمي يصنف كوريا الجنوبية في المرتبة 118 من بين 144 دولة في تقرير الفجوة العالمية الجندرية لعام 2017. في دراستهم لعام 2013، توضح برانيسا وآخرون أن المؤشرات مثل مؤشر الفجوة العالمية الجندرية تميل إلى أن تكون مركزة على النتائج، ما يعني أنها تركز على التفاوت الجندري في الوساطة وفي الرفاه. تركز مؤشرات مثل مؤشر المؤسسات الاجتماعية والجندر على أصول التفاوت الجندري، مثل القوانين والأعراف. كوريا الجنوبية هي واحدة من ثلاث دول في منظمة التعاون الاقتصادي والتنمية لم تحصل على درجة مثالية في مؤشر المؤسسات الاجتماعية والجندر. في حين أن مؤشر المؤسسات الاجتماعية والجندر لم يمنح كوريا الجنوبية ترتيبًا شاملاً، فقد ورد أن البلاد لديها مستويات منخفضة جدًا من قانون الأسرة التمييزي، ومستويات منخفضة من الحريات المدنية المقيدة، ومستويات متوسطة من الموارد والأصول المقيدة.
في عام 2010، اعتقد 93% من الكوريين الجنوبيين الذين شملهم الاستطلاع أنه يجب أن تتمتع المرأة بحقوق متساوية مع الرجل، ومن بينهم، يعتقد 71% أن هناك حاجة إلى مزيد من التغييرات قبل تحقيق هذا الهدف.
يشير تقرير عام 2017 إلى أن جميع المؤشرات الفرعية (الصحة والنجاة والتعليم والمشاركة الاقتصادية والمساواة والتمكين السياسي) تظهر تحسنًا مقارنة بعام 2006 (تاريخ أول نشر لهذا التقرير السنوي). بالمقارنة مع الدول الأخرى، حصلت كوريا الجنوبية على أعلى الدرجات في الصحة والبقاء (المرتبة 84)، ثم التمكين السياسي (المرتبة 90)، ثم التحصيل التعليمي (المرتبة 105)، وتحتل المرتبة الأدنى في المشاركة الاقتصادية والمساواة (المرتبة 121).

## خلفية تاريخية
إن التفاوت الجندري في كوريا الجنوبية متجذرة إلى حد كبير في المثل الكونفوشيوسية للبلاد، وقد استمرت وتعمقت بسبب الممارسات والأحداث التاريخية، مثل العبودية الجنسية العسكرية وفضيحة بارك غون هي. ومع ذلك، فقد خطت كوريا الجنوبية المعاصرة خطوات كبيرة في محاولة للحد من التفاوت الجندري من خلال التشريعات واتخاذ القرارات.

### الكونفوشيوسية
الكونفوشيوسية هي فلسفة اجتماعية سياسية ونظام عقائدي كان له تأثير طويل الأمد على المجتمع الكوري الجنوبي. نشأت الكونفوشيوسية في الصين، فقد حددت إلى حد كبير الخطاب السائد حول الجندر... من سلالة هان فصاعدًا ونتيجة لذلك أثرت بشكل كبير على تصورات الجندر في البلدان التي تبنت التعاليم الكونفوشيوسية فيما بعد، مثل كوريا واليابان وفيتنام. جُلِبت لأول مرة إلى كوريا في القرن الرابع واختيرت النيوكونفوشيوسية بصفتها أيديولوجية وطنية خلال عهد مملكة جوسون (1392-1910).
الكونفوشيوسية هي أيديولوجية تؤكد على أهمية التسلسل الهرمي الاجتماعي من أجل خلق مجتمع متوازن ومتناغم. يتوضح هذا التسلسل الهرمي من خلال العلاقات الخمس، وهو مبدأ أساسي في الكونفوشيوسية يصف العلاقات الأساسية الرئيسية بين الناس على النحو التالي؛ الحاكم والمحكوم، الأب والابن، الزوج والزوجة، الأخ الأكبر والأخ الأصغر، والصديق والصديق. حددت الأدوار أيضًا في كل علاقة واجبات فردية تشمل، بالنسبة للزوج والزوجة، قيام الزوج بدور رب الأسرة بينما كان على الزوجة البقاء في المنزل وتربية الأطفال والحفاظ على المنزل. تُعد الروابط الثلاثة امتدادًا لهذه العلاقات التي ظهرت لاحقًا في الأدبيات الكونفوشيوسية وتؤكد على الطبيعة الهرمية للعلاقات على النحو التالي؛ الحاكم والمحكوم، والأب على الابن، والزوج على الزوجة. يؤكد هذا المبدأ الكونفوشيوسي الأساسي على دور المرأة كتابعة لزوجها.
المبدأ الرئيسي الآخر في الأدبيات الكونفوشيوسية الذي يؤثر بشكل مباشر على إخضاع النساء هو الطاعات الثلاثة والفضائل الأربع، وهي إرشادات تصف كيف يجب أن تتصرف المرأة في المجتمع. تتطلب الطاعات الثلاث أن تطيع المرأة الأب قبل الزواج، وتطيع الزوج بعد الزواج، وتطيع الابن الأول بعد وفاة الزوج، بينما تتطلب الفضائل الأربع: الأخلاق (الجنسية)، والكلام اللائق، والتواضع، والعمل الدؤوب.
شهدت مملكة جوسون تحولًا خاصًا في الأدوار الجندرية مع انتقال المجتمع من المثل العليا البوذية إلى الكونفوشيوسية. أدى ذلك إلى أن تصبح أنظمة الزواج والقرابة أبوية وليست أمومية. نظرًا لأن دور الزوج كان يُعتبر أعلى من دور الزوجة، لم يكن للرجل فقط السيطرة على مسائل الميراث، ولكن الحق في منح الطلاق كان مقصورًا على الدولة والأزواج أنفسهم. كان الأزواج قادرين على منح الطلاق على الخطايا السبع للنساء أو شيلغيوجي (chilgeoji)؛ عصيان الوالد ووالدة الزوج، والفشل في إنجاب وريث ذكر، والزنا، والغيرة المفرطة تجاه النساء الأخريات في المنزل، والمرض الخطير، والسرقة، والتحدث بشكل مفرط.

### العبودية الجنسية العسكرية
طوال التاريخ الحديث، تعرضت النساء الكوريات الجنوبيات للاستعباد الجنسي العسكري. خلال الحرب العالمية الثانية، أُجبرت آلاف الشابات الكوريات على أن يصبحن «نساء متعة» للجيش الإمبراطوري الياباني. خلال الحرب الكورية، جندت الولايات المتحدة أكثر من مليون امرأة كورية جنوبية في الدعارة العسكرية. وفقًا لمؤلفي مجلة الدراسات الكورية هان وتشو، «اعتمدت المؤسسات العسكرية على التمييز المنهجي ضد المرأة وبررته من خلال تعزيز المفاهيم الجنسانية للأنوثة والذكورة، والضعف والقوة، والغازي والمغزو». يعتقد هان وتشو أن العبودية الجنسية العسكرية ساهمت في الأيديولوجيات الأبوية التي تديم التفاوت الجندري في كوريا الجنوبية.
علاوة على ذلك، كانت هؤلاء النساء ضحايا لكل من العنف والاستغلال الجنسي. في المجلة الأوروبية لدراسات المرأة، ذكر المؤلف يونسون آهن أن الجنود من الرتب الدنيا مارسوا العنف في شكل اعتداء جنسي تجاه نساء المتعة كطريقة للتعامل مع المعاملة القاسية من الجنود ذوي الرتب الأعلى والحرب. لممارسة القوة وتأكيد رجولتهم، كان للجنود ما يسميه آهن «عائلة الظل». كانت عائلات الظل عبارة عن نساء متعة حوامل يعتمدن على الجنود لتوفير الاستقرار. أدت هذه الفكرة إلى استمرار الإطار الحالي للتفاوت الجندري الموجود في الأسرة الكورية النموذجية من الرجال الذين يتمتعون بسلطة أكبر في اتخاذ القرارات ويتعين عليهم أن يكونوا رب الأسرة.